# جيمس تشيرشل فوغن
جيمس تشيرشل فوغن هو سياسي نيجيري، ولد في 30 مايو 1893 في لاغوس في نيجيريا، وتوفي بنفس المكان في 1937.